# Seznam dílů seriálu Bylo, nebylo
Toto je seznam dílů seriálu Bylo, nebylo. Americký seriál Bylo, nebylo vysílala v letech 2011–2018 televize ABC, celkově vzniklo 156 dílů v sedmi řadách. V Česku bylo prvních šest řad uváděno v letech 2015–2018 televizí Prima Cool. Od června 2022 jsou všechny řady seriálu dostupné na VOD služně Disney+ s českými titulky.

## Přehled řad
| Řada | Díly | Premiéra v USA | Premiéra v USA  | Premiéra v ČR     | Premiéra v ČR     |
| Řada | Díly | První díl      | Poslední díl    | První díl         | Poslední díl      |
| ---- | ---- | -------------- | --------------- | ----------------- | ----------------- |
| 1    | 22   | 23. října 2011 | 13. května 2012 | 30. prosince 2015 | 28. ledna 2016    |
| 2    | 22   | 30. září 2012  | 12. května 2013 | 29. ledna 2016    | 29. února 2016    |
| 3    | 22   | 29. září 2013  | 11. května 2014 | 1. března 2016    | 30. března 2016   |
| 4    | 23   | 28. září 2014  | 10. května 2015 | 31. března 2016   | 2. května 2016    |
| 5    | 23   | 27. září 2015  | 15. května 2016 | 27. června 2018   | 27. července 2018 |
| 6    | 22   | 25. září 2016  | 14. května 2017 | 30. července 2018 | 28. srpna 2018    |
| 7    | 22   | 6. října 2017  | 18. května 2018 | 14. června 2022   | 14. června 2022   |

## Seznam dílů
Většina dílů seriálu se zaměřuje vždy na jednu ústřední postavu, jejíž minulost je představena pomocí flashbacků. Tato postava je v tabulkách níže uváděna ve sloupci „Hlavní postava“.

### První řada (2011–2012)
| Č. v seriálu | Č. v řadě | Původní název                | Český název               | Režie                 | Scénář                                                         | Premiéra v USA     | Premiéra v ČR     | Hlavní postava                                                    |
| ------------ | --------- | ---------------------------- | ------------------------- | --------------------- | -------------------------------------------------------------- | ------------------ | ----------------- | ----------------------------------------------------------------- |
| 1            | 1         | Pilot                        | Pilot                     | Mark Mylod            | Edward Kitsis a Adam Horowitz                                  | 23. října 2011     | 30. prosince 2015 | všichni                                                           |
| 2            | 2         | The Thing You Love Most      | To nejcennější            | Greg Beeman           | Edward Kitsis a Adam Horowitz                                  | 30. října 2011     | 31. prosince 2015 | Regina Millsová / Zlá Královna                                    |
| 3            | 3         | Snow Falls                   | Padá sníh                 | Dean White            | Liz Tigelaar                                                   | 6. listopadu 2011  | 1. ledna 2016     | David Nolan a Mary Margaret / princ Krasoň a Sněhurka             |
| 4            | 4         | The Price of Gold            | Cena zlata                | David Solomon         | David H. Goodman                                               | 13. listopadu 2011 | 4. ledna 2016     | Ashley Boydová / Popelka                                          |
| 5            | 5         | That Still Small Voice       | Příliš slabý hlásek       | Paul Edwards          | Jane Espenson                                                  | 27. listopadu 2011 | 5. ledna 2016     | Archie Hopper / Jiminy Cricket                                    |
| 6            | 6         | The Shepherd                 | Pasáček                   | Victor Nelli          | Andrew Chambliss a Ian Goldberg                                | 4. prosince 2011   | 6. ledna 2016     | David Nolan / princ Krasoň                                        |
| 7            | 7         | The Heart Is a Lonely Hunter | Osamělé srdce             | David M. Barrett      | Edward Kitsis a Adam Horowitz                                  | 11. prosince 2011  | 7. ledna 2016     | šerif Graham / Lovec                                              |
| 8            | 8         | Desperate Souls              | Zoufalé duše              | Michael Waxman        | Jane Espenson                                                  | 8. ledna 2012      | 8. ledna 2016     | pan Gold / Rampelník                                              |
| 9            | 9         | True North                   | Skutečný sever            | Dean White            | David H. Goodman a Liz Tigelaar                                | 15. ledna 2012     | 11. ledna 2016    | Nicholas a Ava / Jeníček a Mařenka                                |
| 10           | 10        | 7:15 A.M.                    | Čtvrt na osm              | Ralph Hemecker        | námět: Edward Kitsis a Adam Horowitz scénář: Daniel T. Thomsen | 22. ledna 2012     | 12. ledna 2016    | Mary Margaret / Sněhurka                                          |
| 11           | 11        | Fruit of the Poisonous Tree  | Jedovaté plody            | Bryan Spicer          | Ian Goldberg a Andrew Chambliss                                | 29. ledna 2012     | 13. ledna 2016    | Sidney Glass / Kouzelné zrcadlo                                   |
| 12           | 12        | Skin Deep                    | Pod kůží                  | Milan Cheylov         | Jane Espenson                                                  | 12. února 2012     | 14. ledna 2016    | pan Gold / Rampelník                                              |
| 13           | 13        | What Happened to Frederick   | Co se stalo s Frederickem | Dean White            | David H. Goodman                                               | 19. února 2012     | 15. ledna 2016    | David Nolan a Kathryn Nolanová / princ Krasoň a princezna Abigail |
| 14           | 14        | Dreamy                       | Snílek                    | David Solomon         | Edward Kitsis a Adam Horowitz                                  | 4. března 2012     | 18. ledna 2016    | Leroy / Rejpal                                                    |
| 15           | 15        | Red-Handed                   | Přistižen při činu        | Ron Underwood         | Jane Espenson                                                  | 11. března 2012    | 19. ledna 2016    | Ruby / Karkulka                                                   |
| 16           | 16        | Heart of Darkness            | Temné srdce               | Dean White            | Andrew Chambliss a Ian Goldberg                                | 18. března 2012    | 20. ledna 2016    | Mary Margaret / Sněhurka                                          |
| 17           | 17        | Hat Trick                    | Kouzelný klobouk          | Ralph Hemecker        | Vladimir Cvetko a David H. Goodman                             | 25. března 2012    | 21. ledna 2016    | Jefferson / Kloboučník                                            |
| 18           | 18        | The Stable Boy               | Podkoní                   | Dean White            | Edward Kitsis a Adam Horowitz                                  | 1. dubna 2012      | 22. ledna 2016    | Regina Millsová / Zlá Královna                                    |
| 19           | 19        | The Return                   | Návrat                    | Paul Edwards          | Jane Espenson                                                  | 22. dubna 2012     | 25. ledna 2016    | pan Gold / Rampelník                                              |
| 20           | 20        | The Stranger                 | Cizinec                   | Gwyneth Horder-Payton | Ian Goldberg a Andrew Chambliss                                | 29. dubna 2012     | 26. ledna 2016    | August Booth / Pinocchio                                          |
| 21           | 21        | An Apple Red as Blood        | Jablko rudé jako krev     | Milan Cheylov         | Jane Espenson a David H. Goodman                               | 6. května 2012     | 27. ledna 2016    | Regina Millsová / Zlá Královna                                    |
| 22           | 22        | A Land Without Magic         | Země bez kouzel           | Dean White            | Edward Kitsis a Adam Horowitz                                  | 13. května 2012    | 28. ledna 2016    | všichni                                                           |

### Druhá řada (2012–2013)
| Č. v seriálu | Č. v řadě | Původní název                | Český název             | Režie                 | Scénář                               | Premiéra v USA     | Premiéra v ČR  | Hlavní postava                                        |
| ------------ | --------- | ---------------------------- | ----------------------- | --------------------- | ------------------------------------ | ------------------ | -------------- | ----------------------------------------------------- |
| 23           | 1         | Broken                       | Zlomená kletba          | Ralph Hemecker        | Edward Kitsis a Adam Horowitz        | 30. září 2012      | 29. ledna 2016 | všichni                                               |
| 24           | 2         | We Are Both                  | Hranice                 | Dean White            | Jane Espenson                        | 7. října 2012      | 1. února 2016  | Regina Millsová / Zlá Královna                        |
| 25           | 3         | Lady of the Lake             | Jezerní paní            | Milan Cheylov         | Andrew Chambliss a Ian Goldberg      | 14. října 2012     | 2. února 2016  | Mary Margaret a David Nolan / Sněhurka a princ Krasoň |
| 26           | 4         | The Crocodile                | Krokodýl                | David Solomon         | David H. Goodman a Robert Hull       | 21. října 2012     | 3. února 2016  | pan Gold / Rampelník                                  |
| 27           | 5         | The Doctor                   | Doktor                  | Paul Edwards          | Edward Kitsis a Adam Horowitz        | 28. října 2012     | 4. února 2016  | Regina Millsová / Zlá Královna                        |
| 28           | 6         | Tallahassee                  | Cesta do Tallahassee    | David M. Barrett      | Christine Boylan a Jane Espenson     | 4. listopadu 2012  | 5. února 2016  | Emma Swanová                                          |
| 29           | 7         | Child of the Moon            | Dítě měsíčního svitu    | Anthony Hemingway     | Ian Goldberg a Andrew Chambliss      | 11. listopadu 2012 | 8. února 2016  | Ruby / Karkulka                                       |
| 30           | 8         | Into the Deep                | Do hlubin               | Ron Underwood         | Kalinda Vazquez a Daniel T. Thomsen  | 25. listopadu 2012 | 9. února 2016  | všichni                                               |
| 31           | 9         | Queen of Hearts              | Srdcová královna        | Ralph Hemecker        | Edward Kitsis a Adam Horowitz        | 2. prosince 2012   | 10. února 2016 | všichni                                               |
| 32           | 10        | The Cricket Game             | Cvrček                  | Dean White            | David H. Goodman a Robert Hull       | 6. ledna 2013      | 11. února 2016 | všichni                                               |
| 33           | 11        | The Outsider                 | Z druhé strany          | David Solomon         | Andrew Chambliss a Ian Goldberg      | 13. ledna 2013     | 12. února 2016 | Belle                                                 |
| 34           | 12        | In the Name of the Brother   | Ve jménu bratra         | Milan Cheylov         | Jane Espenson                        | 20. ledna 2013     | 15. února 2016 | Dr. Whale / Victor Frankenstein                       |
| 35           | 13        | Tiny                         | Drobek                  | Guy Ferland           | Christine Boylan a Kalinda Vazquez   | 10. února 2013     | 16. února 2016 | Anton                                                 |
| 36           | 14        | Manhattan                    | Manhattan               | Dean White            | Edward Kitsis a Adam Horowitz        | 17. února 2013     | 17. února 2016 | pan Gold / Rampelník                                  |
| 37           | 15        | The Queen Is Dead            | Královna je mrtvá       | Gwyneth Horder-Payton | Daniel T. Thomsen a David H. Goodman | 3. března 2013     | 18. února 2016 | Mary Margaret / Sněhurka                              |
| 38           | 16        | The Miller's Daughter        | Mlynářova dcera         | Ralph Hemecker        | Jane Espenson                        | 10. března 2013    | 19. února 2016 | Cora                                                  |
| 39           | 17        | Welcome to Storybrooke       | Vítejte ve Storybrooke  | Dave Barrett          | Ian Goldberg a Andrew Chambliss      | 17. března 2013    | 22. února 2016 | Regina Millsová / Zlá Královna                        |
| 40           | 18        | Selfless, Brave and True     | Smělý, čestný, nezištný | Ralph Hemecker        | Robert Hull a Kalinda Vazquez        | 24. března 2013    | 23. února 2016 | August Booth / Pinocchio                              |
| 41           | 19        | Lacey                        | Lacey                   | Milan Cheylov         | Edward Kitsis a Adam Horowitz        | 21. dubna 2012     | 24. února 2016 | pan Gold / Rampelník + Belle                          |
| 42           | 20        | The Evil Queen               | Zlá královna            | Gwyneth Horder-Payton | Jane Espenson a Christine Boylan     | 28. dubna 2013     | 25. února 2016 | Regina Millsová / Zlá Královna                        |
| 43           | 21        | Second Star to the Right     | Druhá hvězda napravo    | Ralph Hemecker        | Andrew Chambliss a Ian Goldberg      | 5. května 2013     | 26. února 2016 | Neal Cassidy / Baelfire                               |
| 44           | 22        | And Straight On 'til Morning | A rovnou k Jitřence     | Dean White            | Edward Kitsis a Adam Horowitz        | 12. května 2013    | 29. února 2016 | kapitán Hook                                          |

### Třetí řada (2013–2014)
| Č. v seriálu | Č. v řadě | Původní název                    | Český název              | Režie                 | Scénář                               | Premiéra v USA     | Premiéra ČR     | Hlavní postava                                        |
| ------------ | --------- | -------------------------------- | ------------------------ | --------------------- | ------------------------------------ | ------------------ | --------------- | ----------------------------------------------------- |
| 45           | 1         | The Heart of the Truest Believer | Srdce, které věří nejvíc | Ralph Hemecker        | Edward Kitsis a Adam Horowitz        | 29. září 2013      | 1. března 2016  | všichni                                               |
| 46           | 2         | Lost Girl                        | Ztracená dívka           | Ron Underwood         | Andrew Chambliss a Kalinda Vazquez   | 6. října 2013      | 2. března 2016  | všichni                                               |
| 47           | 3         | Quite a Common Fairy             | Úplně normální víla      | Alex Zakrzewski       | Jane Espenson                        | 13. října 2013     | 3. března 2016  | Regina Millsová / Zlá Královna + Zvonilka             |
| 48           | 4         | Nasty Habits                     | Zlozvyky                 | David Boyd            | David H. Goodman a Robert Hull       | 20. října 2013     | 4. března 2016  | pan Gold a Neal Cassidy / Rampelník a Baelfire        |
| 49           | 5         | Good Form                        | Morálka                  | Jon Amiel             | Christine Boylan a Daniel T. Thomsen | 27. října 2013     | 7. března 2016  | kapitán Hook                                          |
| 50           | 6         | Ariel                            | Ariel                    | Ciaran Donnelly       | Edward Kitsis a Adam Horowitz        | 3. listopadu 2013  | 8. března 2016  | Mary Margaret / Sněhurka + Ariel                      |
| 51           | 7         | Dark Hollow                      | Temné doupě              | Guy Ferland           | Kalinda Vasquez a Andrew Chambliss   | 10. listopadu 2013 | 9. března 2016  | všichni                                               |
| 52           | 8         | Think Lovely Thoughts            | Mysli na něco hezkýho    | David Solomon         | David H. Goodman a Robert Hull       | 17. listopadu 2013 | 10. března 2016 | pan Gold / Rampelník + Petr Pan                       |
| 53           | 9         | Save Henry                       | Záchrana Henryho         | Andy Goddard          | Christine Boylan a Daniel T. Thomsen | 1. prosince 2013   | 11. března 2016 | Regina Millsová / Zlá Královna                        |
| 54           | 10        | The New Neverland                | Nová Země Nezemě         | Ron Underwood         | Andrew Chambliss                     | 8. prosince 2013   | 14. března 2016 | Mary Margaret a David Nolan / Sněhurka a princ Krasoň |
| 55           | 11        | Going Home                       | Návrat domů              | Ralph Hemecker        | Edward Kitsis a Adam Horowitz        | 15. prosince 2013  | 15. března 2016 | všichni                                               |
| 56           | 12        | New York City Serenade           | Newyorská serenáda       | Billy Gierhart        | Edward Kitsis a Adam Horowitz        | 9. března 2014     | 16. března 2016 | všichni                                               |
| 57           | 13        | Witch Hunt                       | Hon na čarodějnici       | Guy Ferland           | Jane Espenson                        | 16. března 2014    | 17. března 2016 | Regina Millsová / Zlá Královna                        |
| 58           | 14        | The Tower                        | Věž                      | Ralph Hemecker        | Robert Hull                          | 23. března 2014    | 18. března 2016 | David Nolan / princ Krasoň                            |
| 59           | 15        | Quiet Minds                      | Ticho                    | Eagle Egilsson        | Kalinda Vazquez                      | 30. března 2014    | 21. března 2016 | Neal Cassidy / Baelfire                               |
| 60           | 16        | It's Not Easy Being Green        | Není lehké být zelená    | Mario Van Peebles     | Andrew Chambliss                     | 6. dubna 2014      | 22. března 2016 | Zelena                                                |
| 61           | 17        | The Jolly Roger                  | Jolly Roger              | Ernest Dickerson      | David H. Goodman                     | 13. dubna 2014     | 23. března 2016 | kapitán Hook                                          |
| 62           | 18        | Bleeding Through                 | Cestička                 | Romeo Tirone          | Jane Espenson a Daniel T. Thomsen    | 20. dubna 2014     | 24. března 2016 | Regina Millsová / Zlá Královna + Cora                 |
| 63           | 19        | A Curious Thing                  | Podivnost                | Ralph Hemecker        | Edward Kitsis a Adam Horowitz        | 27. dubna 2014     | 25. března 2016 | Mary Margaret / Sněhurka                              |
| 64           | 20        | Kansas                           | Kansas                   | Gwyneth Horder-Payton | Andrew Chambliss a Kalinda Vazquez   | 4. května 2014     | 28. března 2016 | Zelena                                                |
| 65           | 21        | Snow Drifts                      | Sněhurka na útěku        | Ron Underwood         | David H. Goodman a Robert Hull       | 11. května 2014    | 29. března 2016 | Emma Swanová a kapitán Hook                           |
| 66           | 22        | There's No Place Like Home       | Všude dobře, doma nejlíp | Ralph Hemecker        | Edward Kitsis a Adam Horowitz        | 11. května 2014    | 30. března 2016 | všichni                                               |

### Čtvrtá řada (2014–2015)
| Č. v seriálu | Č. v řadě | Původní název                | Český název                  | Režie                 | Scénář                             | Premiéra v USA     | Premiéra v ČR   | Hlavní postava                                        |
| ------------ | --------- | ---------------------------- | ---------------------------- | --------------------- | ---------------------------------- | ------------------ | --------------- | ----------------------------------------------------- |
| 67           | 1         | A Tale of Two Sisters        | Příběh dvou sester           | Ralph Hemecker        | Edward Kitsis a Adam Horowitz      | 28. září 2014      | 31. března 2016 | Anna a Elsa                                           |
| 68           | 2         | White Out                    | Ledová bariéra               | Ron Underwood         | Jane Espenson                      | 5. října 2014      | 1. dubna 2016   | David Nolan / princ Krasoň + Anna                     |
| 69           | 3         | Rocky Road                   | Zmrzlinářka                  | Morgan Beggs          | David H. Goodman a Jerome Schwartz | 12. října 2014     | 4. dubna 2016   | Elsa a Sněhová Královna                               |
| 70           | 4         | The Apprentice               | Učeň                         | Ralph Hemecker        | Andrew Chambliss a Dana Horgan     | 19. října 2014     | 5. dubna 2016   | pan Gold / Rampelník + Anna                           |
| 71           | 5         | Breaking Glass               | Rozbité sklo                 | Alrick Riley          | Kalinda Vazquez a Scott Nimerfro   | 26. října 2014     | 6. dubna 2016   | Emma Swanová                                          |
| 72           | 6         | Family Business              | Rodinné záležitosti          | Mario Van Peebles     | Kalinda Vazquez a Andrew Chambliss | 2. listopadu 2014  | 7. dubna 2016   | Belle + Anna                                          |
| 73           | 7         | The Snow Queen               | Sněhová královna             | Billy Gierhart        | Edward Kitsis a Adam Horowitz      | 9. listopadu 2014  | 8. dubna 2016   | Emma Swanová + Sněhová Královna                       |
| 74           | 8         | Smash the Mirror (Part 1)    | Nebezpečné zrcadlo (1. část) | Eagle Egilsson        | David H. Goodman a Jerome Schwartz | 16. listopadu 2014 | 11. dubna 2016  | všichni                                               |
| 75           | 9         | Smash the Mirror (Part 2)    | Nebezpečné zrcadlo (2. část) | Ralph Hemecker        | David H. Goodman a Jerome Schwartz | 16. listopadu 2014 | 12. dubna 2016  | všichni                                               |
| 76           | 10        | Fall                         | Pád                          | Mario Van Peebles     | Jane Espenson                      | 30. listopadu 2014 | 13. dubna 2016  | Anna a Elsa                                           |
| 77           | 11        | Shattered Sight              | Kletba Roztříštěného zraku   | Gwyneth Horder-Payton | Scott Nimerfro a Tze Chun          | 7. prosince 2014   | 14. dubna 2016  | Emma Swanová a Sněhová Královna                       |
| 78           | 12        | Heroes and Villains          | Hrdinové a zloduši           | Ralph Hemecker        | Edward Kitsis a Adam Horowitz      | 14. prosince 2014  | 15. dubna 2016  | pan Gold / Rampelník + Belle                          |
| 79           | 13        | Darkness on the Edge of Town | Temnota za městem            | Jon Amiel             | Edward Kitsis a Adam Horowitz      | 1. března 2015     | 18. dubna 2016  | všichni                                               |
| 80           | 14        | Unforgiven                   | Nesmiřitelní                 | Adam Horowitz         | Andrew Chambliss a Kalinda Vazquez | 8. března 2015     | 19. dubna 2016  | Mary Margaret a David Nolan / Sněhurka a princ Krasoň |
| 81           | 15        | Enter the Dragon             | Probuď v sobě draka          | Ralph Hemecker        | David H. Goodman a Jerome Schwartz | 15. března 2015    | 20. dubna 2016  | Regina Millsová / Zlá Královna + Zloba                |
| 82           | 16        | Poor Unfortunate Soul        | Nešťastná duše               | Steve Pearlman        | Andrew Chambliss a Dana Horgan     | 22. března 2015    | 21. dubna 2016  | kapitán Hook a Uršula                                 |
| 83           | 17        | Best Laid Plans              | Skvělý plán                  | Ron Underwood         | Kalinda Vazquez a Jane Espenson    | 29. března 2015    | 22. dubna 2016  | Mary Margaret a David Nolan / Sněhurka a princ Krasoň |
| 84           | 18        | Heart of Gold                | Goldovo srdce                | Billy Gierhart        | Tze Chun a Scott Nimerfro          | 12. dubna 2015     | 25. dubna 2016  | Robin Hood                                            |
| 85           | 19        | Sympathy for the De Vil      | Náklonnost ke Cruelle        | Romeo Tirone          | David H. Goodman a Jerome Schwartz | 19. dubna 2015     | 26. dubna 2016  | Cruella a Issac                                       |
| 86           | 20        | Lily                         | Lily                         | Ralph Hemecker        | Andrew Chambliss a Dana Horgan     | 26. dubna 2015     | 27. dubna 2016  | Emma Swanová                                          |
| 87           | 21        | Mother                       | Matka                        | Ron Underwood         | Jane Espenson                      | 3. května 2015     | 28. dubna 2016  | Regina Millsová / Zlá Královna                        |
| 88           | 22        | Operation Mongoose (Part 1)  | Operace Mangusta (1. část)   | Romeo Tirone          | Edward Kitsis a Adam Horowitz      | 10. května 2015    | 29. dubna 2016  | všichni                                               |
| 89           | 23        | Operation Mongoose (Part 2)  | Operace Mangusta (2. část)   | Ralph Hemecker        | Edward Kitsis a Adam Horowitz      | 10. května 2015    | 2. května 2016  | všichni                                               |

### Pátá řada (2015–2016)
| Č. v seriálu | Č. v řadě | Původní název         | Český název        | Režie                 | Scénář                              | Premiéra v USA     | Premiéra v ČR     | Hlavní postava                     |
| ------------ | --------- | --------------------- | ------------------ | --------------------- | ----------------------------------- | ------------------ | ----------------- | ---------------------------------- |
| 90           | 1         | The Dark Swan         | Černá labuť        | Ron Underwood         | Edward Kitsis a Adam Horowitz       | 27. září 2015      | 27. června 2018   | všichni                            |
| 91           | 2         | The Price             | Cena               | Romeo Tirone          | Andrew Chambliss a Dana Horgan      | 4. října 2015      | 28. června 2018   | všichni                            |
| 92           | 3         | Siege Perilous        | Poslední křeslo    | Ralph Hemecker        | Jane Espenson                       | 11. října 2015     | 29. června 2018   | David Nolan / princ Krasoň + Artuš |
| 93           | 4         | The Broken Kingdom    | Zlomené království | Alrick Riley          | David H. Goodman a Jerome Schwartz  | 18. října 2015     | 2. července 2018  | Artuš a Ginevra                    |
| 94           | 5         | Dreamcatcher          | Lapač snů          | Romeo Tirone          | Edward Kitsis a Adam Horowitz       | 25. října 2015     | 3. července 2018  | Emma Swanová a Henry Mills         |
| 95           | 6         | The Bear and the Bow  | Medvěd a luk       | Ralph Hemecker        | Andrew Chambliss a Tze Chun         | 1. listopadu 2015  | 4. července 2018  | Merida a Belle                     |
| 96           | 7         | Nimue                 | Nimue              | Romeo Tirone          | Jane Espenson                       | 8. listopadu 2015  | 5. července 2018  | Merlin                             |
| 97           | 8         | Birth                 | Zrození            | Eagle Egilsson        | David H. Goodman a Jerome Schwartz  | 15. listopadu 2015 | 6. července 2018  | všichni                            |
| 98           | 9         | The Bear King         | Medvědí král       | Geofrey Hildrew       | Andrew Chambliss                    | 15. listopadu 2015 | 9. července 2018  | Merida                             |
| 99           | 10        | Broken Heart          | Zlomené srdce      | Romeo Tirone          | Dana Horgan a Tze Chun              | 29. listopadu 2015 | 10. července 2018 | Emma Swanová a kapitán Hook        |
| 100          | 11        | Swan Song             | Labutí píseň       | Gwyneth Horder-Payton | Edward Kitsis a Adam Horowitz       | 6. prosince 2015   | 11. července 2018 | kapitán Hook                       |
| 101          | 12        | Souls of the Departed | Duše zesnulých     | Ralph Hemecker        | Edward Kitsis a Adam Horowitz       | 6. března 2016     | 12. července 2018 | Regina Millsová / Zlá Královna     |
| 102          | 13        | Labor of Love         | Úkol z lásky       | Billy Gierhart        | Andrew Chambliss a Dana Horgan      | 13. března 2016    | 13. července 2018 | Mary Margaret / Sněhurka           |
| 103          | 14        | Devil's Due           | Smlouva s ďáblem   | Alrick Riley          | Jane Espenson                       | 20. března 2016    | 16. července 2018 | pan Gold / Rampelník               |
| 104          | 15        | The Brothers Jones    | Bratři Jonesovi    | Eagle Egilsson        | Jerome Schwartz a David H. Goodman  | 27. března 2016    | 17. července 2018 | kapitán Hook                       |
| 105          | 16        | Our Decay             | Naše hniloba       | Steve Pearlman        | Tze Chun a Dana Horgan              | 3. dubna 2016      | 18. července 2018 | Hádés a Zelena                     |
| 106          | 17        | Her Handsome Hero     | Její krásný hrdina | Romeo Tirone          | Jerome Schwartz                     | 10. dubna 2016     | 19. července 2018 | Belle                              |
| 107          | 18        | Rubby Slippers        | Střevíčky          | Eriq La Salle         | Andrew Chambliss a Bill Wolkoff     | 17. dubna 2016     | 20. července 2018 | Ruby / Karkulka                    |
| 108          | 19        | Sisters               | Sestry             | Romeo Tirone          | David H. Goodman a Brigitte Hales   | 24. dubna 2016     | 23. července 2018 | Cora                               |
| 109          | 20        | Firebird              | Fénix              | Ron Underwood         | Jane Espenson                       | 1. května 2016     | 24. července 2018 | Emma Swanová                       |
| 110          | 21        | Last Rites            | Poslední pomazání  | Craig Powell          | Jerome Schwartz                     | 8. května 2016     | 25. července 2018 | všichni                            |
| 111          | 22        | Only You              | Jenom Ty           | Romeo Tirone          | David H. Goodman a Andrew Chambliss | 15. května 2016    | 26. července 2018 | všichni                            |
| 112          | 23        | An Untold Story       | Neznámý příběh     | Dean White            | Edward Kitsis a Adam Horowitz       | 15. května 2016    | 27. července 2018 | všichni                            |

### Šestá řada (2016–2017)
| Č. v seriálu | Č. v řadě | Původní název             | Český název                  | Režie           | Scénář                                                 | Premiéra v USA     | Premiéra v ČR     | Hlavní postava                                        |
| ------------ | --------- | ------------------------- | ---------------------------- | --------------- | ------------------------------------------------------ | ------------------ | ----------------- | ----------------------------------------------------- |
| 113          | 1         | The Savior                | Zachránkyně                  | Eagle Egilsson  | Edward Kitsis a Adam Horowitz                          | 25. září 2016      | 30. července 2018 | všichni                                               |
| 114          | 2         | A Bitter Draught          | Hořký konec                  | Ron Underwood   | Andrew Chambliss a Dana Horgan                         | 2. října 2016      | 31. července 2018 | Regina Millsová / Zlá Královna + Edmond Dantès        |
| 115          | 3         | The Other Shoe            | Druhý střevíc                | Steve Pearlman  | Jane Espenson a Jerome Schwartz                        | 9. října 2016      | 1. srpna 2018     | Ashley Boydová / Popelka                              |
| 116          | 4         | Strange Case              | Zvláštní případ              | Alrick Riley    | David H. Goodman a Nelson Soler                        | 16. října 2016     | 2. srpna 2018     | Dr. Jekyll a pan Hyde                                 |
| 117          | 5         | Street Rats               | Pouliční krysy               | Norman Buckley  | Edward Kitsis a Adam Horowitz                          | 23. října 2016     | 3. srpna 2018     | Aladin a Jasmína                                      |
| 118          | 6         | Dark Waters               | Temné vody                   | Robert Duncan   | Andrew Chambliss a Brigitte Hales                      | 30. října 2016     | 6. srpna 2018     | kapitán Hook                                          |
| 119          | 7         | Heartless                 | Bez srdce                    | Ralph Hemecker  | Jane Espenson                                          | 6. listopadu 2016  | 7. srpna 2018     | David Nolan a Mary Margaret / princ Krasoň a Sněhurka |
| 120          | 8         | I'll Be Your Mirror       | Budu tvé zrcadlo             | Jennifer Lynch  | Jerome Schwartz a Leah Fong                            | 13. listopadu 2016 | 8. srpna 2018     | všichni                                               |
| 121          | 9         | Changelings               | Podvržené děti               | Mairzee Almas   | David H. Goodman a Brian Ridings                       | 27. listopadu 2016 | 9. srpna 2018     | pan Gold / Rampelník + Belle                          |
| 122          | 10        | Wish You Were Here        | Škoda, že tu nejsi           | Ron Underwood   | Edward Kitsis a Adam Horowitz                          | 4. prosince 2016   | 10. srpna 2018    | Regina Millsová / Zlá Královna + Emma Swannová        |
| 123          | 11        | Tougher Than the Rest     | Tvrdší než ostatní           | Billy Gierhart  | Edward Kitsis a Adam Horowitz                          | 5. března 2017     | 13. srpna 2018    | všichni                                               |
| 124          | 12        | Murder Most Foul          | Hodně podlý mord             | Morgan Beggs    | Jerome Schwartz a Jane Espenson                        | 12. března 2017    | 14. srpna 2018    | David Nolan / princ Krasoň + Robert Nolan             |
| 125          | 13        | Ill-Boding Patterns       | Špatný příklad               | Ron Underwood   | Andrew Chambliss a Dana Horgan                         | 19. března 2017    | 15. srpna 2018    | pan Gold / Rampelník                                  |
| 126          | 14        | Page 23                   | Strana 23                    | Kate Woods      | David H. Goodman a Brigitte Hales                      | 26. března 2017    | 16. srpna 2018    | Regina Millsová / Zlá Královna                        |
| 127          | 15        | A Wondrous Place          | Zázračné místo               | Steve Pearlman  | Jane Espenson a Jerome Schwartz                        | 2. dubna 2017      | 17. srpna 2018    | Jasmína                                               |
| 128          | 16        | Mother's Little Helper    | Matčin pomocníček            | Billy Gierhart  | námět: Edward Kitsis a Adam Horowitz scénář: Paul Karp | 9. dubna 2017      | 20. srpna 2018    | Gideon                                                |
| 129          | 17        | Awake                     | Procitnutí                   | Sharat Raju     | Andrew Chambliss a Leah Fong                           | 16. dubna 2017     | 21. srpna 2018    | všichni                                               |
| 130          | 18        | Where Bluebirds Fly       | Tam, kde létají modří ptáčci | Michael Schultz | David H. Goodman a Brigitte Hales                      | 23. dubna 2017     | 22. srpna 2018    | Zelena                                                |
| 131          | 19        | The Black Fairy           | Černá víla                   | Alrick Riley    | Jerome Schwartz a Dana Horgan                          | 30. dubna 2017     | 23. srpna 2018    | Fiona                                                 |
| 132          | 20        | The Song in Your Heart    | Píseň ve tvém srdci          | Ron Underwood   | David H. Goodman a Andrew Chambliss                    | 7. května 2017     | 24. srpna 2018    | všichni                                               |
| 133          | 21        | The Final Battle (Part 1) | Konečná bitva (1. část)      | Steve Pearlman  | Edward Kitsis a Adam Horowitz                          | 14. května 2017    | 27. srpna 2018    | všichni                                               |
| 134          | 22        | The Final Battle (Part 2) | Konečná bitva (2. část)      | Ralph Hemecker  | Edward Kitsis a Adam Horowitz                          | 14. května 2017    | 28. srpna 2018    | všichni                                               |

### Sedmá řada (2017–2018)
| Č. v seriálu | Č. v řadě | Původní název               | Český název               | Režie              | Scénář                            | Premiéra v USA     | Premiéra v ČR   | Hlavní postava                                        |
| ------------ | --------- | --------------------------- | ------------------------- | ------------------ | --------------------------------- | ------------------ | --------------- | ----------------------------------------------------- |
| 135          | 1         | Hyperion Heights            | Hyperionské výšiny        | Ralph Hemecker     | Edward Kitsis a Adam Horowitz     | 6. října 2017      | 14. června 2022 | Henry Mills                                           |
| 136          | 2         | A Pirate's Life             | Pirátský život            | Tara Nicole Weyr   | Jane Espenson a Jerome Schwartz   | 13. října 2017     | 14. června 2022 | detektiv Rogers / alternativní kapitán Hook           |
| 137          | 3         | The Garden of Forking Paths | Zahrada rozvětvených cest | Ron Underwood      | David H. Goodman a Brigitte Hales | 20. října 2017     | 14. června 2022 | Jacinda / Popelka                                     |
| 138          | 4         | Beauty                      | Kráska                    | Mick Garris        | Dana Horgan a Leah Fong           | 27. října 2017     | 14. června 2022 | detektiv Weaver / pan Gold / Rampelník + Belle        |
| 139          | 5         | Greenbacks                  | Bankovky                  | Geofrey Hildrew    | Christopher Hollier a Adam Karp   | 3. listopadu 2017  | 14. června 2022 | Sabine / královna Tiana                               |
| 140          | 6         | Wake Up Call                | Budíček                   | Sharat Raju        | Jerome Schwartz a Jane Espenson   | 10. listopadu 2017 | 14. června 2022 | Roni / Regina Millsová / Zlá Královna a Ivy / Drizela |
| 141          | 7         | Eloise Gardener             | Zahradnice Eloise         | Alex Kalymnios     | David H. Goodman a Brigitte Hales | 17. listopadu 2017 | 14. června 2022 | detektiv Rogers / alternativní kapitán Hook           |
| 142          | 8         | Pretty in Blue              | Kráská v modrém           | Ralph Hemecker     | Dana Horgan a Leah Fong           | 17. listopadu 2017 | 14. června 2022 | Henry Mills a Jacinda / Popelka                       |
| 143          | 9         | One Little Tear             | Jedna malá slza           | Steve Pearlman     | Christopher Hollier a Adam Karp   | 8. prosince 2017   | 14. června 2022 | Victoria Belfreyová / Locika                          |
| 144          | 10        | The Eighth Witch            | Osmá čarodějnice          | Ralph Hemecker     | Jane Espenson a Jerome Schwartz   | 15. prosince 2017  | 14. června 2022 | všichni                                               |
| 145          | 11        | Secret Garden               | Tajemná zahrada           | Mick Garris        | Edward Kitsis a Adam Horowitz     | 2. března 2018     | 14. června 2022 | všichni                                               |
| 146          | 12        | A Taste of the Heights      | Chuť výšin                | Nina Lopez-Corrado | David H. Goodman a Brigitte Hales | 9. března 2018     | 14. června 2022 | Sabine / královna Tiana                               |
| 147          | 13        | Knightfall                  | Soumrak rytířů            | Steve Miner        | Jerome Schwartz a Miguel Ian Raya | 16. března 2018    | 14. června 2022 | detektiv Rogers / alternativní kapitán Hook           |
| 148          | 14        | The Girl in the Tower       | Dívka ve věži             | Antonio Negret     | Dana Horgan a Leah Fong           | 23. března 2018    | 14. června 2022 | Tilly / Alenka                                        |
| 149          | 15        | Sisterhood                  | Sesterství                | Ellen S. Pressman  | Christopher Hollier a Adam Karp   | 30. března 2018    | 14. června 2022 | Ivy / Drizela                                         |
| 150          | 16        | Breadcrumbs                 | Drobty chleba             | Ron Underwood      | Jane Espenson a Jerome Schwartz   | 6. dubna 2018      | 14. června 2022 | Henry Mills                                           |
| 151          | 17        | Chosen                      | Vyvolený                  | Lana Parrilla      | Paul Karp a Brian Ridings         | 13. dubna 2018     | 14. června 2022 | Kelly / Zelena a Nick Branson / Jeníček               |
| 152          | 18        | The Guardian                | Strážce                   | Geofrey Hildrew    | David H. Goodman a Brigitte Hales | 20. dubna 2018     | 14. června 2022 | detektiv Weaver / pan Gold / Rampelník                |
| 153          | 19        | Flower Child                | Květinové dítě            | Tessa Blake        | Edward Kitsis a Adam Horowitz     | 27. dubna 2018     | 14. června 2022 | Eloise Gardenerová / Gothel                           |
| 154          | 20        | Is This Henry Mills?        | Je to Henry Mills?        | Ron Underwood      | Dana Horgan a Leah Fong           | 4. května 2018     | 14. června 2022 | Henry Mills                                           |
| 155          | 21        | Homecoming                  | Návrat domů               | Steve Pearlman     | David H. Goodman                  | 11. května 2018    | 14. června 2022 | všichni                                               |
| 156          | 22        | Leaving Storybrooke         | Odchod ze Storybrooku     | Ralph Hemecker     | Edward Kitsis a Adam Horowitz     | 18. května 2018    | 14. června 2022 | Všichni                                               |

## Speciály
| Č. | Původní název                                       | Vypravěč           | Vysíláno mezi díly                               | Premiéra v USA  |
| -- | --------------------------------------------------- | ------------------ | ------------------------------------------------ | --------------- |
| 1  | Magic Is Coming                                     | Giancarlo Esposito | „Země bez kouzel“ „Zlomená kletba“               | 30. září 2012   |
| 2  | The Price of Magic                                  | Alan Dale          | „Smělý, čestný, nezištný“ „Lacey“                | 14. dubna 2013  |
| 3  | Journey to Neverland                                | Alfred Molina      | „A rovnou k Jitřence“ „Srdce, které věří nejvíc“ | 29. září 2013   |
| 4  | Wicked Is Coming                                    | Dan Stevens        | „Návrat domů“ „Newyorská serenáda“               | 9. března 2014  |
| 5  | Storybrooke Has Frozen Over                         | John Rhys-Davies   | „Všude dobře, doma nejlíp“ „Příběh dvou sester“  | 28. září 2014   |
| 6  | Secrets of Storybrooke                              | Jennifer Morrison  | „Hrdinové a zloduši“ „Temnota za městem“         | 1. března 2015  |
| 7  | Dark Swan Rises: A Once Upon a Time Fan Celebration | Howard Parker      | „Operace Mangusta“ „Černá labuť“                 | 27. září 2015   |
| 8  | Evil Reigns Once More                               | Howard Parker      | „Neznámý příběh“ „Zachránkyně“                   | 25. září 2016   |
| 9  | The Final Battle Begins                             | Howard Parker      | „Píseň ve tvém srdci“ „Konečná bitva“            | 14. května 2017 |